# Qmmp
 (juillet 2022).
qmmp (pour Qt-based MultiMedia Player) est un lecteur audio multiplateforme gratuit et open source similaire à Winamp. Il est écrit en C++ à l'aide de la boîte à outils du widget Qt pour l'interface utilisateur. Il prend officiellement en charge les systèmes d'exploitation Linux, FreeBSD et Microsoft Windows. Dans les distributions Linux les plus populaires, il est disponible via les référentiels de paquetages standard. C'est le seul lecteur audio ne disposant pas d'une base de données qui utilise la bibliothèque Qt.

## Fonctionnalités

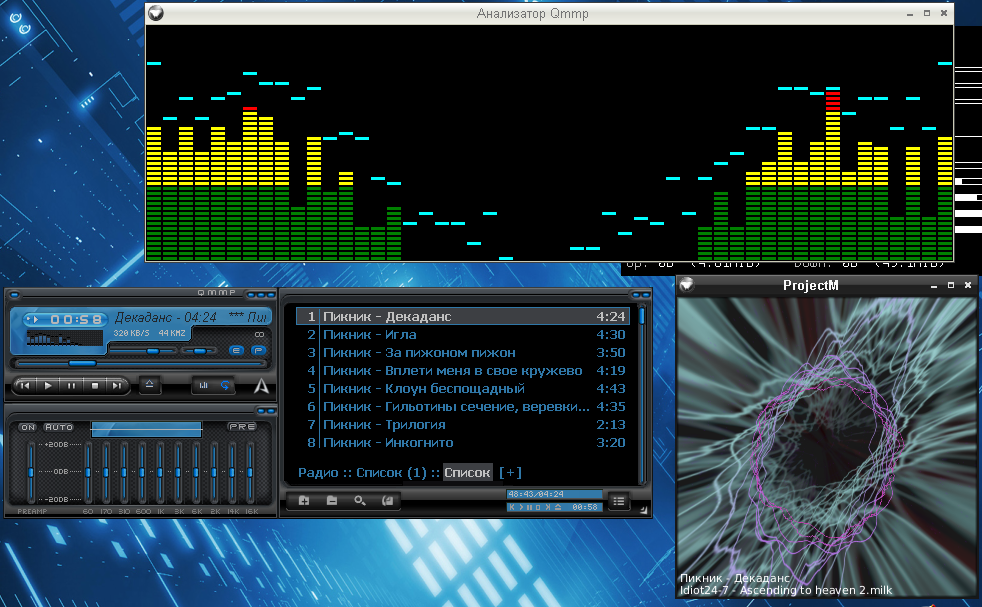
Qmmp (avec thème)

qmmp est connu pour sa petite interface utilisateur thématique et sa faible utilisation des ressources système. L'interface utilisateur et le comportement sont très similaires à Winamp, très populaire à l'époque. En prenant en charge les fichiers de skin Winamp (Classique), il peut facilement être configuré pour ressembler exactement à Winamp 2.x. Il s'adresse également aux auditeurs plus exigeants ou audiophiles avec la prise en charge des feuilles de repère et la normalisation du volume selon la norme ReplayGain . La pochette d'album est prise en charge à l'aide de fichiers annexes séparés ou intégrée dans des balises ID3 v2 et peut être récupérée automatiquement si elle est manquante.
- Une interface utilisateur simple et intuitive
- Prise en charge de la lecture de musique Ogg Vorbis, FLAC et MP3
- Prise en charge de plusieurs tags d'artistes et d'interprètes par chanson
- Une icône de zone de notification
- Prise en charge des plugins
- Traductions dans de nombreuses langues
- Égaliseur